# Језеро Робуле
Језеро Робуле је било мало вештачко језеро, налазило се у близини Бора, а које је настало као последица рударских активности, у подножју планира Источно одлагалиште или одлагалиште Оштрељ, како се другачије звало. Налазило се на југоисточном делу борског површинског копа поред пута Бор-Оштрељ.
Због екстремно киселих вода и изразито црвене воде језеро је називано и Црвено језеро, које је због своје боје и окружења често било посећивано од новинара, фоторепортера и фото аматера. Језеро је настало седамдесетих година 20. века и обухватало је простор од око 450 м дужине и око 150 м ширине на најширем месту.
Језеро Робуле су карактерисале променљиве веома ниске pH вредности, екстремна киселост и велика концентрација метала. Према једној објављеој анализи мерења pH вредност се кретала од 4,48 (јун 2011) до 2,56 (новембар 2011). Анализама из различитих периода од 1975 до 2012. године су утврђене велике концентрације катјона метала гвожђа, мангана, бакра, цинка, сулфата. 
Због таквог састава у њему скоро да и није било живог света, било је изузетно отровно а такве отровне воде су истицале у Борску реку свакодневно у количинама од преко 480 метара кубних дневно.
У првој половини 2022. године, компанија Зиђин која је већински власник бившег РТБ-а Бор, приступила је еколошкој санацији Језера Робуле са циљем спречавања утицаја његових отпадних вода на ток Борске реке. У том циљу пречишћене су воде језера, распланирано је око 320 хиљада метара кубних земље и озелењена је површина од око 97 хиљада метара квадратних, тако да се сада само мале количине воде са ових планира сливају у ток Борске реке.

## Галерија
- Језеро Робуле, мај 2021
- Језеро Робуле, јул 2021
- Језеро Робуле, октобар 2021
- Језеро Робуле, после санације